# Shashikumar Chitre
Shashikumar Madhusudan Chitre (7 de mayo de 1936-11 de enero de 2021) fue un matemático y astrofísico indio, conocido por sus investigaciones en astronomía y astrofísica. 
En 2012 el Gobierno de la India lo honró con el tercer premio civil más alto al otorgarle el Padma Bhushan por sus servicios a las ciencias.

## Biografía

### Primeros años
Se graduó en matemáticas en el Elphinstone College de Mumbai en 1956, tras lo cual recibió la beca duque de Edimburgo para estudiar en el extranjero. Ingresó  a la Universidad de Cambridge donde obtuvo una licenciatura en 1959. 
En 1960 fue seleccionado como Peterhouse Scholar, con el cual completó su maestría. Posteriormente fue seleccionado para la beca en el Instituto Gulbenkian de Ciência para lo cual se trasladó a Churchill College donde obtuvo su doctorado en el Departamento de Matemáticas Aplicadas y Física Teórica de Cambridge en 1963.

### Carrera profesional
Comenzó su carrera como profesor en la Universidad de Leeds en 1963 y trabajó allí hasta 1966, cuando obtuvo otra beca para unirse al Instituto de Tecnología de California. En 1967 regresó a la India y se unió a la facultad del Tata Institute of Fundamental Research, que sirvió como base de su investigación hasta su jubilación en 2001. Vivió en Mumbai, cumpliendo con sus deberes como académico. Fue presidente y profesor emérito del Centre for Excellence in Basic Sciences (CBS) y Científico Honorario de INSA en la Universidad de Mumbai. También formó parte del consejo de administración de JN Tata Trust y como director ejecutivo honorario del Consejo de becas de Homi Bhabha.

## Aspectos destacados de su investigación
La investigación científica de este matemático se centró en la física solar, la astrofísica y las lentes gravitacionales. En toda su vida realizó una extensa investigación sobre el ciclo de actividad magnética del Sol, la teoría de la dínamo solar y el papel de los neutrales en la atmósfera solar.

## Premios y reconocimientos
- Padma Bhushan - 2012.[2]
- Premio en memoria de la conferencia del profesor AC Banerjee - 1992.[4]
- Medalla conmemorativa INSA Vainu Bappu - 1995.[4]
- Premio MP Birla - 1999.[4]